# Limnonectes kuhlii
Limnonectes kuhlii és una espècie de granota que viu a Brunei, Xina, l'Índia, Indonèsia, Laos, Malàisia, Myanmar, Tailàndia, Vietnam i, possiblement també, Cambodja.
Està amenaçada d'extinció per la pèrdua del seu hàbitat natural.